# 산양초등학교 조양분교
산양초등학교 조양분교는 경상남도 통영시 산양읍 연대길 109 (연곡리)에 있었던 초등학교 분교이다.

## 연혁
- 1946년 10월 5일 조양공립국민학교 개교
- 1955년 3월 1일 동화분교장 설립
- 1974년 2월 20일 목욕탕, 급수정 준공
- 1974년 8월 5일 조양 장학회 발족
- 1977년 6월 1일 동화분교, 만지분교 학림교로 이적
- 1979년 4월 15일 충효탑 건립
- 1983년 3월 1일 학림국민학교 조양분교장으로 격하
- 1987년 3월 1일 산양국민학교 조양분교장
- 2003년 2월 28일 폐교